# Automeris granulosa
Automeris granulosa é uma espécie de mariposa do gênero Automeris, da família Saturniidae.
Sua ocorrência foi registrada na Bolívia, Brasil e Paraguai.